# 埃皮耶
埃皮耶（法語：Épieds，法語發音：[epje] ⓘ）是法国曼恩-卢瓦尔省的一个市镇，属于索米尔区。

## 地理
埃皮耶（47°8'38"N, 0°2'46"W）面积26.99 平方千米，位于法国卢瓦尔河地区大区曼恩-卢瓦尔省，该省份为法国西部内陆省份，大致对应安茹地区，北起顺时针与马耶讷省、萨尔特省、安德尔-卢瓦尔省、维埃纳省、德塞夫勒省、旺代省、大西洋卢瓦尔省和伊勒-维莱讷省接壤。
与埃皮耶接壤的市镇（或旧市镇、城区）包括：丰特夫罗拉拜、蒙特勒伊贝莱、莫尔通、普昂赛、圣莱热德蒙布里耶、赛村、贝勒维涅堡。

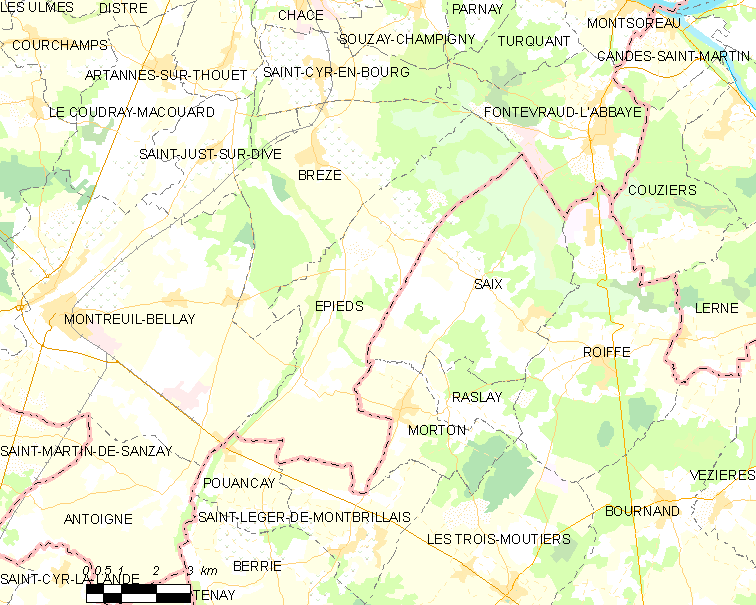
埃皮耶的OSM定位图

埃皮耶的时区为UTC+01:00、UTC+02:00（夏令时）。

## 行政
埃皮耶的邮政编码为49260，INSEE市镇编码为49131。

## 政治
埃皮耶所属的省级选区为安茹地区杜埃县。

## 人口

1962-2008年间埃皮耶人口变化图示

埃皮耶于2022年1月1日时的人口数量为719人。